# Амаро Парго
Ама́ро Родри́гес Фели́пе-и-Техе́ра-Мача́до, более известный как Ама́ро Па́рго (исп. Amaro Rodríguez Felipe y Tejera Machado, Amaro Pargo, 3 мая 1678 года, Сан-Кристобаль-де-ла-Лагуна, Тенерифе — 4 октября 1747 года, там же) — испанский капер и торговец. Один из самых известных каперов золотого века пиратства.

## Биография
Родился 3 мая 1678 года в Сан-Кристобаль-де-ла-Лагуна на острове Тенерифе, Канарские острова. Времена его юности отмечены растущим присутствием пиратов на островах, что повлияло на Амаро. Став капером, он занимался перевозкой на своих судах рабов для использования на плантациях в Карибском море. Был очень богат. Находясь в дружеских отношениях с монахиней Марией де Леон Белло-и-Дельгадо, он стал заниматься благотворительной деятельностью.
Будучи капером, Амаро Парго вступал в конфликт с некоторыми известными и влиятельными пиратами, в частности с пиратом Чёрная Борода. Перед смертью Амаро Парго был объявлен пэром в Мадриде.

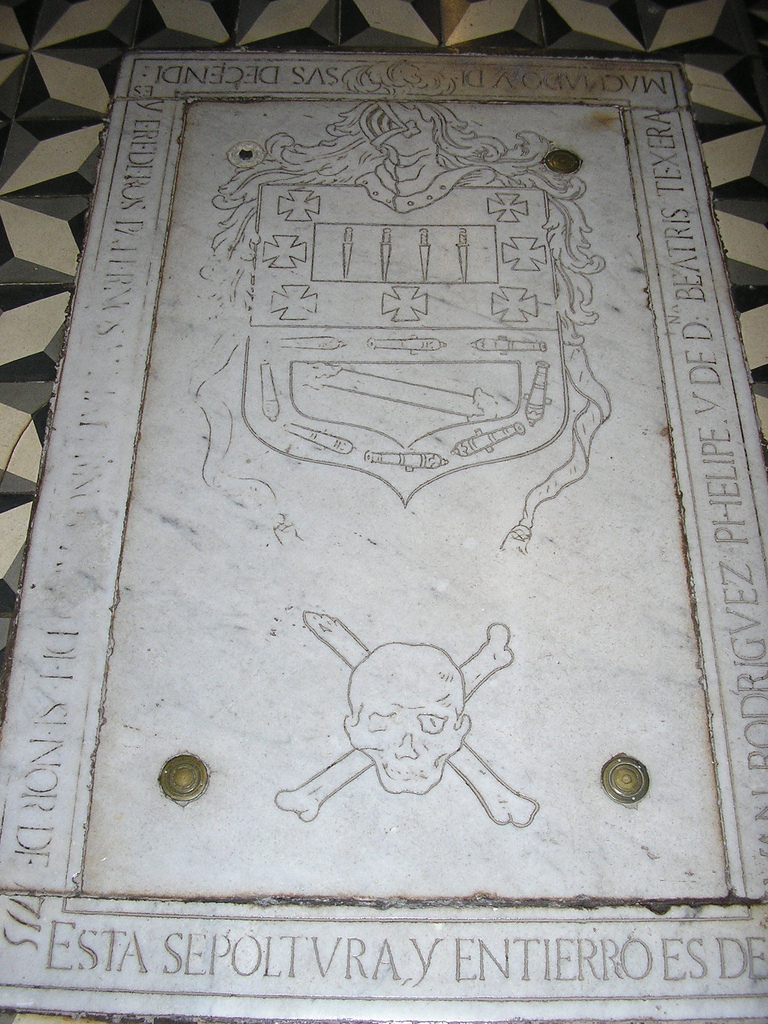
Гробница Пирата Амаро Парго

Он умер 4 октября 1747 года в Сан-Кристобаль-де-ла-Лагуна и был похоронен в монастыре Санто-Доминго в том же городе.
Некоторое время Амаро Парго считался в Испании национальным героем. Его борьба с врагами испанской короны принесли ему славу, превышающую известность Чёрной Бороды и Фрэнсиса Дрейка.

## Эксгумация
В ноябре 2013 года его останки были эксгумированы группой археологов и судебно-медицинских экспертов из Мадридского автономного университета для проведения их изучения, в том числе анализа ДНК и реконструкции лица.
Эксгумация была профинансирована французской видеокомпанией Ubisoft для четвёртой серии игры под названием «Assassin’s Creed IV: Black Flag», в которой Амаро Парго стал одним из главных героев.

## В популярной культуре

### Телевидение
В 2017 году, был снят первый документальный фильм под названием Amaro Pargo: entre la leyenda y la historia, анализирующий различные жизненные аспекты Амаро Парго. Этот документальный фильм транслировался по телевидению в августе 2017 года на Televisión Canaria.